# Giải đua ô tô Công thức 1 Trung Quốc
Giải đua ô tô Công thức 1 Trung Quốc (tiếng Trung: 中国大奖赛; bính âm: Zhōngguó Dàjiǎngsài) là một chặng đua Công thức 1 được tổ chức hàng năm từ năm 2004 đến năm 2019 và được tái tổ chức vào năm 2024 và 2025. Chặng đua này đã bị hủy bỏ từ năm 2020 đến năm 2023 do hậu quả của đại dịch COVID-19 tại Trung Quốc đại lục mặc dù đã ký hợp đồng có thời hạn trong khoảng những năm đó.
Giải đua ô tô Công thức 1 Trung Quốc hiện được tổ chức tại Trường đua quốc tế Thượng Hải, Gia Định, Thượng Hải. Được thiết kế bởi Hermann Tilke và khánh thành vào năm 2004, Trường đua quốc tế Thượng Hải có trị giá 240 triệu đô la Mỹ, là cơ sở đua xe đắt đỏ nhất cho một chặng đua Công thức 1 cho đến khi bị Trường đua Yas Marina ở Abu Dhabi 5 năm sau đó khi vượt với trị giá 6 tỷ đô la Mỹ.

## Lịch sử
Đầu những năm 1990, chính phủ Trung Quốc bắt đầu tìm cách đăng cai một chặng đua Công thức 1. Sau khi Trường đua quốc tế Châu Hải được khánh thành vào năm 1996 tại thành phố Châu Hải thuộc tỉnh Quảng Đông, miền nam Trung Quốc, một chặng đua Công thức 1 đã tạm thời được điền vào lịch đua Giải đua xe Công thức 1 1999. Thế nhưng, Trường đua quốc tế Châu Hải không đáp ứng được tiêu chuẩn của FIA khiến chặng đua đã bị hủy bỏ.
Năm 2002, ban quản lý Trường đua Quốc tế Thượng Hải, với sự hỗ trợ từ ban tổ chức Giải đua ô tô Ma Cao, đã ký hợp đồng 7 năm với Ban Quản lý F1 để tổ chức Giải đua ô tô Công thức 1 Trung Quốc từ năm 2004 đến năm 2011. Giải đua ô tô Công thức 1 Trung Quốc lần đầu tiên được tổ chức vào ngày 26 tháng 9 năm 2004, trong đó Rubens Barrichello của Ferrari giành chiến thắng chặng đua này. Năm sau, nơi đây tổ chức chặng đua cuối cùng của Giải đua xe Công thức 1, trong đó nhà vô địch thế giới mới đăng quang Fernando Alonso đã giành chiến thắng và giành chức vô địch hạng mục đội đua cho Renault. Trong chặng đua năm 2006, Michael Schumacher đã giành được chiến thắng cuối cùng của ông trong sự nghiệp Công thức 1 của mình.
Vào tháng 11 năm 2008, BBC đưa tin rằng một quan chức cấp cao của cuộc đua, Qiu Weichang (Khâu Vi Xương), đã gợi ý rằng chặng đua thua lỗ này có thể bị hủy bỏ. Sau thông báo tương tự về Giải đua ô tô Công thức 1 Pháp, Qiu (Khâu) nói rằng tương lai của chặng đua đang được xem xét và quyết định được đưa ra vào năm 2009.
Vào tháng 2 năm 2011, một thỏa thuận đã được thống nhất giữa Ban Quản lý F1 và ban tổ chức Giải đua ô tô Công thức 1 Trung Quốc. Nguyên nhân của sự chậm trễ dường như liên quan đến khoản phí trả cho F1 để tổ chức chặng đua. Sau khi chặng đua thua lỗ năm này qua năm khác, ban tổ chức chặng đua đã từ chối trả khoản phí bắt buộc, được cho là một trong những khoản được trả cao nhất để tổ chức một chặng đua Công thức 1. Các ông chủ ban quản lý F1 dường như đã giảm phí và thỏa thuận mới có thời hạn đến năm 2017 để tổ chức một chặng đua Công thức 1.
Vào tháng 9 năm 2017, một hợp đồng mới có thời hạn ba năm cho việc tổ chức chặng đua đã được công bố để giữ chặng đua tại lịch đua cho đến năm 2020. Vào năm 2019, chặng đua Công thức 1 thứ 1000 được tổ chức.
Giải đua ô tô Công thức 1 Trung Quốc 2020, dự kiến diễn ra vào ngày 19 tháng 4, đã bị hoãn và sau đó bị hủy do đại dịch COVID-19. Không có phiên bản nào khác của chặng đua được tổ chức kể từ đó khi các kế hoạch tổ chức các chặng đua vào những năm 2021, 2022 và 2023 đã được công bố và sau đó bị hủy bỏ. Giải đua ô tô Công thức 1 Trung Quốc quay trở lại lịch đua Công thức 1 năm 2024.

## Kết quả theo năm
Tất cả các phiên bản của Giải đua ô tô Công thức 1 Trung Quốc được tổ chức tại Trường đua quốc tế Thượng Hải.
| Năm  | Tay đua            | Đội đua                    | Chi tiết |
| ---- | ------------------ | -------------------------- | -------- |
| 2004 | Rubens Barrichello | Ferrari                    | Chi tiết |
| 2005 | Fernando Alonso    | Renault                    | Chi tiết |
| 2006 | Michael Schumacher | Ferrari                    | Chi tiết |
| 2007 | Kimi Räikkönen     | Ferrari                    | Chi tiết |
| 2008 | Lewis Hamilton     | McLaren-Mercedes           | Chi tiết |
| 2009 | Sebastian Vettel   | Red Bull Racing-Renault    | Chi tiết |
| 2010 | Jenson Button      | McLaren-Mercedes           | Chi tiết |
| 2011 | Lewis Hamilton     | McLaren-Mercedes           | Chi tiết |
| 2012 | Nico Rosberg       | Mercedes                   | Chi tiết |
| 2013 | Fernando Alonso    | Ferrari                    | Chi tiết |
| 2014 | Lewis Hamilton     | Mercedes                   | Chi tiết |
| 2015 | Lewis Hamilton     | Mercedes                   | Chi tiết |
| 2016 | Nico Rosberg       | Mercedes                   | Chi tiết |
| 2017 | Lewis Hamilton     | Mercedes                   | Chi tiết |
| 2018 | Daniel Ricciardo   | Red Bull Racing-TAG Heuer  | Chi tiết |
| 2019 | Lewis Hamilton     | Mercedes                   | Chi tiết |
| 2024 | Max Verstappen     | Red Bull Racing-Honda RBPT | Chi tiết |